# TVhファイターズ中継
『TVhファイターズ中継』（ティーブイエイチ ファイターズちゅうけい）は、2004年からテレビ北海道（TVh）で放送されているプロ野球中継の番組名である。

## 概要
2004年にプロ野球・日本ハムファイターズが本拠地を北海道に移し、北海道日本ハムファイターズとなったのをきっかけに、道内テレビ局では日本ハムの主催試合の放送をこぞって開始するようになる。テレビ北海道では移転前年の2003年4月8日に札幌ドームで行われたオリックス・ブルーウェーブ戦を生中継した。
テレビ北海道では札幌ドームなどで行われる主にローカルセールス枠となっている火曜日・土曜日のナイター（19・20時台）、日曜日・祝日デーゲームで行われる試合を生中継、放送される試合も2桁になることがあり、道内テレビ局の中では一番力を入れていた。2005年から始まったセ・パ交流戦もテレビ東京（TX）制作、テレビ北海道技術協力という形で、読売ジャイアンツ戦1試合など数試合を全国ネット（BSジャパンも同時中継）で放送し、2006年にはパシフィック・リーグプレーオフ第2ステージ第2試合（福岡ソフトバンクホークス戦）及び日本シリーズ（中日ドラゴンズ戦）第4試合もそれぞれ放映した実績がある。
アナログ放送は道央・道南の一部と道北の大部分、道東全域においてTVhの中継局がなかったため、ケーブルテレビで視聴可能な地域を除いて地上波では直接受信できず、視聴できないファンからの苦情を受けることがたびたびあった。
デジタル放送完全移行後、2011年に未開局だった基幹送信所（網走送信所及び北見中継局・帯広・釧路送信所）を開局させたほか、翌年以降も未開局であった中継局の全局開局を実現させる方針に切り替え、2016年までに本別の2局を除き全局開局させた。
主催試合以外も、TVQ九州放送（テレQ）制作のソフトバンク戦中継（日本ハム戦）をネット受けの形で放送することがある（2011年までTVQ九州放送は18:30開始、テレビ北海道は19:00飛び乗りで開始していた）。火曜日の放送ではまれに21:00まで放送することがあり、この場合『開運!なんでも鑑定団』は6分遅れの時差ネットとなっていた。このほか2016年7月からは火曜日の放送において延長時の場合20:54 - 21:54にサブチャンネルを用いての継続放送を実施。
土曜デーゲームについては、日本中央競馬会（JRA）の制作受委託契約により、競馬中継（TVhサマー競馬）の担当局となっていることから、原則として放送していない。

## 放送時間
- 火曜日　18:25 - 20:54
- 土曜日　19:00 - 20:54
- まれに日曜日13:00 - 16:00や祝日[3]にデーゲーム放送することもある。

## 近年の出来事

### 2009年
2009年4月9日、テレビ北海道は地上デジタル放送移行による経費増加に伴う制作費削減などの理由から、本年の野球中継を原則として行わないことを北海道新聞が夕刊で報じた。さらに、テレビ東京系列での地上波中継からも原則撤退した。そのため、テレビ東京からの地上波中継があるときでもテレビ北海道では放送せず、自社送出による単発特番（未放送分もしくは再放送）か映画番組に差し替えた（この場合でも一部試合はBSジャパンで視聴可能）。但し、テレビ東京及びテレビ東京系列で日本ハム戦の中継がある場合は中継が行われた。
だが、秋に入ると日本ハムのクライマックススリーズ出場となるシーズン3位以上がほぼ確実になったため、9月26日のソフトバンク対日本ハム戦を、TVQ九州放送からのネット受けの形で急遽中継することになった。さらに、日本ハムがリーグ優勝してクライマックスシリーズも優勝、日本シリーズに進出したため、テレビ北海道は同シリーズ第7試合（札幌ドーム開催予定分）の放映権を獲得した。但し、制作の主導はテレビ東京が行い（解説者・アナウンサーも派遣）、テレビ北海道はベンチレポーターの派遣などに留まる予定だった（このシリーズは第6試合でセントラル・リーグ代表の巨人が優勝を決定したため、第7試合の開催自体が無くなった）。

### 2010年
2010年は、土曜日に札幌ドームで開催されるナイトゲームを3試合自社制作で中継することになった（2010年3月31日の北海道新聞夕刊「つかめ視聴者のハート道内テレビ局春の改編」より）。さらに、TVQ九州放送からソフトバンク戦1試合をネット受けした。
6月12日戦の対中日戦はテレビ愛知にネット送り。

### 2011年
この年は5試合を中継。7月30日・31日はTVQ九州放送から対ソフトバンク戦をネット受け。

### 2012年
全5試合を中継。
- 4月10日の対ソフトバンク戦はTVQ九州放送からのネット受けで中継。
- 7月3日の対オリックス戦はテレビ大阪の制作で中継（同局での中継は無かった。球場内音声のみ流される副音声放送も実施）。
- 9月25日の対ロッテ戦では副音声を実施し、ゲストに葛西紀明（スキージャンプ選手）と佐野正幸（スポーツライター）を迎えた。

### 2013年
全7試合を中継。
- 4月16日の対ロッテ戦副音声には野々村芳和（コンサドーレ札幌運営会社の株式会社北海道フットボールクラブ〈クラブ名・社名はいずれも2013年当時〉社長）が出演した。
- 4月23日にTVQ九州放送と同時ネットで対ソフトバンク戦を生中継。
- 5月20日はテレビ東京との共同制作で対巨人戦を全国ネットで生中継した。
- 6月25日の対ソフトバンク戦（東京ドーム）はTVQ九州放送にネット送りで放送。
- 8月6日の対西武戦はテレビ東京の制作で中継。テレビ東京では中継なし。

### 2014年
全7試合を中継。
- 5月20日の対中日戦はテレビ愛知にネット送り。
- 8月27日の対ソフトバンク戦はTVQ九州放送からのネット受けで中継（テレビ北海道から金村曉を派遣）。

### 2015年
全6試合を中継。うち5試合は7月下旬〜9月中旬に集中した。
- 8月4日の対ソフトバンク戦はTVQ九州放送からのネット受けで中継。

### 2016年
全7試合を中継。
- 4月23日の対ソフトバンク戦はTVQ九州放送からのネット受けで中継（テレビ北海道から森本稀哲を派遣）。

### 2017年
全6試合を中継。
- 4月11日の対ソフトバンク戦はBSジャパン・テレビ北海道・テレビ東京の共同制作でBSジャパンと同時放送（TVQ九州放送は別制作）。
- 6月10日の対巨人戦もテレビ東京との共同制作で、BSジャパン・テレビ東京・テレビ和歌山・びわ湖放送にネット送り。
- 6月27日の対ソフトバンク戦はTVQ九州放送からのネット受けで中継。
- 8月22日の対オリックス戦は開局以来初となる屋外球場（ほっともっとフィールド神戸）からの中継。

### 2018年
全6試合を中継。
- 4月10日の対ソフトバンク戦はTVQ九州放送からのネット受けではなく、福岡ソフトバンクホークスマーケティングから映像提供を受け、テレビ北海道側で実況・解説を差し替えて放送。
- 6月12日の対阪神戦はテレビ東京との共同制作でBSジャパンと同時放送（テレビ大阪では放送されず、近畿広域圏では関西テレビ（フジテレビ系列）が自社制作で中継）。

### 2019年
全6試合を中継。
- 7月2日の対西武戦はテレビ東京との共同制作でBSテレビ東京と同時放送。
- 8月20日の対西武戦はテレビ東京の制作で中継。テレビ東京での中継はなくBSテレビ東京との同時放送。

### 2020年
この年は対西武戦2試合のみ中継。10月22日の対ソフトバンク戦ホームゲームはBSテレ東で中継があったが、テレビ北海道ではネットしなかった。

### 2021年
- 6月22日の対オリックス戦（京セラドーム大阪）はテークワンとテレビ大阪の技術協力により、オリックス球団制作映像と一部独自カメラを組み合わせた映像を用いて中継した（スコア表示はTVh独自のものとオリックス球団公式映像のもの（『野球好き』を削除）とを混合）。
  - なお、6月8日の対阪神戦は北海道内では競合局の北海道テレビ（テレビ朝日系列）で中継したが、近畿広域圏ではテレビ大阪がテレビ東京・BSテレ東との共同制作で放送しBSテレ東に同時ネットした。この中継にテレビ北海道が関与したかは不明。

### 2022年
- 3月6日のオープン戦の対巨人戦（札幌ドーム）から中継を開始。この試合はテレビ東京との共同制作（テレビ東京から解説は落合博満・中畑清、実況は植草朋樹アナウンサーを派遣）。

- 自社制作としては3月15日のオープン戦の対西武戦（ベルーナドーム）から中継を開始。前年10月の火曜日の夜間におけるローカルセールス枠の拡大を背景に、当日は試合開始前の17:25から中継を放送する。

- 4月12日の対西武戦（ベルーナドーム）はテレビ東京の制作でBSテレ東と同時放送。

- 5月10日は対オリックス戦（札幌ドーム）を中継。

### 2023年
- 3月30日の開幕戦の対楽天戦（エスコンフィールドHOKKAIDO）をテレビ東京制作（同局から里崎智也、植草朋樹、『モヤモヤさまぁ～ず2』出演者《さまぁ～ず、田中瞳、吉村崇》が派遣）・テレビ東京系列全国ネットにて中継[5][6][7]。この中継は、日本ハム球団からテレビ東京に打診して実現したもので、技術面でも通常のように在道の技術会社への委託とせず、テレビ東京が自社で100人以上のスタッフを派遣して手掛けることになった。またロビーカム（4点吊りケーブルカメラシステム）、富士フイルムの開発による世界最望遠1000mmズームレンズ、主審カメラ、投手の軌道や打者の弾道のCGなどの機材を導入するなど。通常よりも制作規模を拡大した[8]。また中継ではテーク・ワンも技術協力としてクレジットされた。
- 4月25日は対オリックス戦（エスコンフィールドHOKKAIDO）を中継。

## 出演者

### 現在の出演者
解説者
いずれも本数契約で出演。
- 岩村明憲
- 田中幸雄（在札各局解説兼。GAORA解説者兼）
- 鶴岡慎也（北海道放送解説者兼）

実況・リポーター
いずれもTVhの現職アナウンサー
- 大藤晋司
- 小澤良太
- 磯田彩実
- 中村秋季乃
- 深澤朝香

### 過去の出演者
解説者
- 広瀬哲朗
- 西崎幸広
- 駒田徳広
- 平野謙
- 森本稀哲（在札他局の中継でも解説、現在は日本ハムの外野守備走塁コーチ)
- 金村曉（北海道文化放送・GAORA解説も兼任、阪神タイガース投手コーチを退任後の2023年からは北海道放送・STVラジオ・毎日放送・GAORAなどで解説者としての活動を再開しているが、本番組への出演は未定）
- 高田繁（現在はディー・エヌ・エーフェロー）
- 稲田直人 (現在は日本ハムの守備走塁コーチ)

実況・リポーター
- 千葉真澄（担当の時点ではTVhアナウンサー）